# Округ Маршал (Ајова)
Округ Маршал (енгл. Marshall County) је округ у америчкој савезној држави Ајова.

## Демографија
По попису из 2010. године број становника је 40.648, што је 1.337 (3,4%) становника више него 2000. године.
| Група             | 2000.          | 2010.          |
| Белци             | 34.640 (88,1%) | 31.807 (78,2%) |
| Афроамериканци    | 365 (0,9%)     | 679 (1,7%)     |
| Азијати           | 308 (0,8%)     | 536 (1,3%)     |
| Хиспаноамериканци | 3.523 (9,0%)   | 7.017 (17,3%)  |
| Укупно            | 39.311         | 40.648         |